# Musée Rath
Het Musée Rath is een museum in Genève dat opende in 1826 en sinds 1910 uitsluitend tentoonstellingen ontvangt. Het was het eerste als museum ontworpen gebouw van Zwitserland. Het neoklassieke museumgebouw bevindt zich bij de oude stadsmuren op de Place Neuve, naast het Conservatoire de musique. 

## Geschiedenis

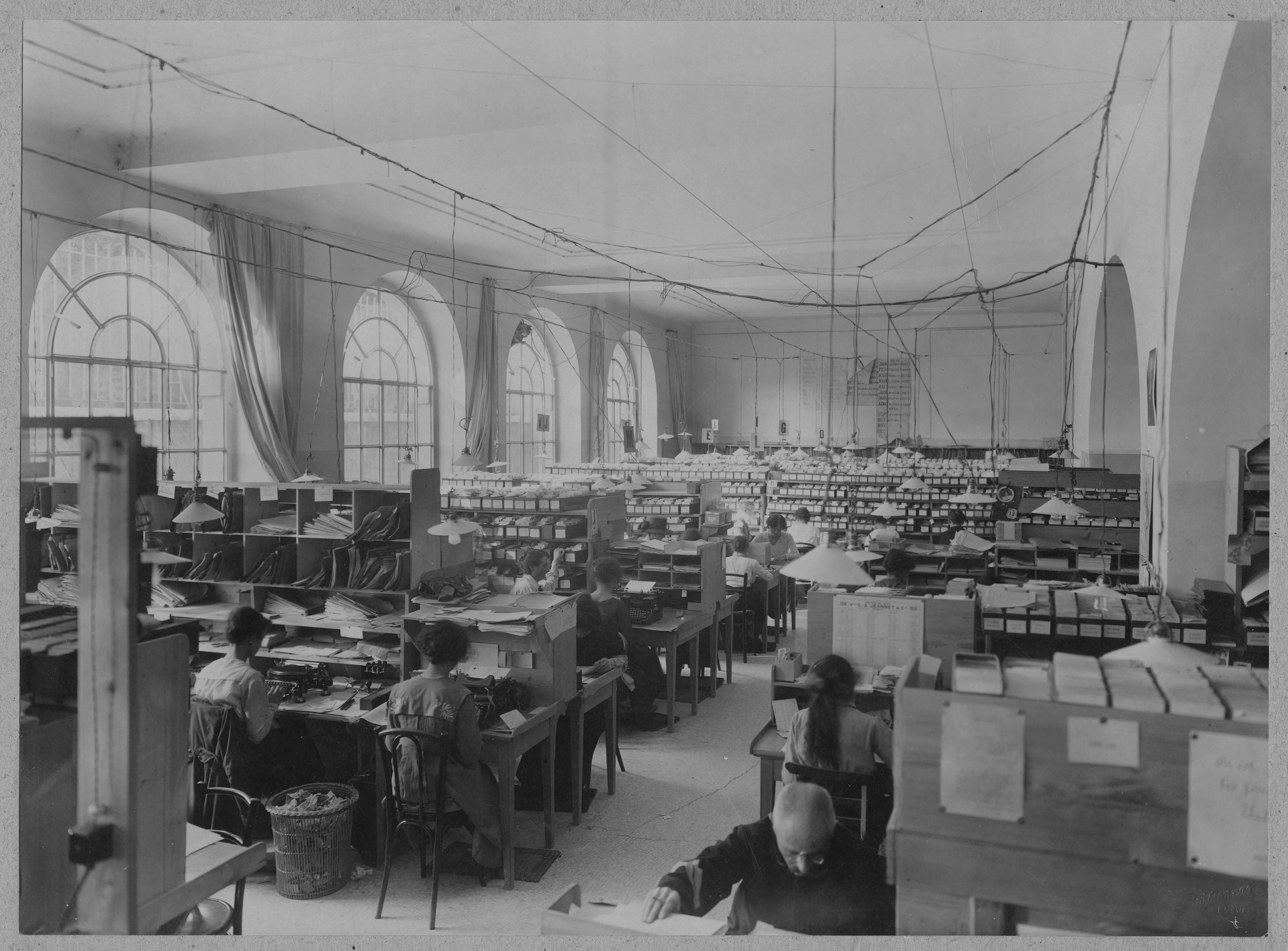
Frans-Belgische afdeling van de zoekdienst van het Rode Kruis in 1919

Het Musée Rath werd gebouwd tussen 1824 en 1826 door architect Samuel Vaucher in opdracht van de zussen Jeanne Françoise en Jeanne Henriette Rath. Ze hadden geld geërfd van hun broer, generaal Simon Rath (1766-1819), op last iets nuttigs te doen voor het land, dat zijn naam zou dragen. Ze schonken 182.000 florijnen aan de stad om een museum op te richten dat één dag per week open moest zijn voor het publiek en vier dagen voor studenten. Het stadsbestuur investeerde mee in het project en bracht er de schilderijen onder die het in 1805 had gekregen in uitvoering van het Besluit Chaptal (van de 45 toegewezen schilderijen waren er veertien gearriveerd in een eerste zending en vijf in een tweede zending). De directie en het eeuwigdurende genot van het museum kwamen toe aan de Société des arts de Genève, maar onder het radicaal-liberale bestuur werd deze vereniging in 1851 aan de kant geschoven, ondanks het verzet van Henriette Rath. 
Het Musée Rath was het eerste speciaal gebouwde kunstmuseum in Zwitserland. Het werd aanvankelijk gebruikt voor permanente en speciale tentoonstellingen, culturele bijeenkomsten en kunstopleiding. Eind 19e eeuw werd het museum te klein voor de groeiende collectie. Het verhuisde in 1910 naar het nieuwe Musée d'Art et d'Histoire de Genève en organiseerde vanaf dan enkel nog speciale tentoonstellingen. 
Tussen 1916 en 1919 en vanaf 1939 werd het gebouw gebruikt door het Agence internationale des prisonniers de guerre van het Rode Kruis. Er was een zoekdienst voor krijgsgevangenen en andere oorlogsvermisten.
Het gebouw werd in 1921 beschermd maar raakte in slechte staat. Onder leiding van architect Rodolphe Wagner werd het vanaf 1958 gerenoveerd, waarbij de zenitale lichtstraten verdwenen achter valse plafonds. Bij een nieuwe renovatie in 2009 bleef deze situatie behouden omdat daglicht niet langer wenselijk werd geacht door vele kunstbezitters en verzekeraars.